# Aspidopterys concava
Aspidopterys concava är en tvåhjärtbladig växtart som först beskrevs av Nathaniel Wallich, och fick sitt nu gällande namn av Adrien Henri Laurent de Jussieu. Aspidopterys concava ingår i släktet Aspidopterys och familjen Malpighiaceae. Inga underarter finns listade i Catalogue of Life.